# Percrocutidae
Percrocutidae (лат.) — вымершее семейство хищных млекопитающих, внешне напоминавших гиен. Обитали в Азии, Африке и Южной Европе с миоцена по плиоцен (около 20—2,59 млн лет назад).
Первые Percrocutidae появляются в среднем миоцене в Европе и Западной Азии — это представители рода Percrocuta, которые уже имели крупные предкоренные зубы, однако не могли наносить столь сильный укус, как более поздняя форма Dinocrocuta, существовавшая в позднем миоцене.
Изначально палеонтологи относили Percrocutidae к семейству гиеновых; в настоящее время они рассматриваются как отдельное семейство, хотя иногда объединяются в гипотетическое семейство Stenoplesictidae вместе с такими родами хищных, как Stenoplesictis.

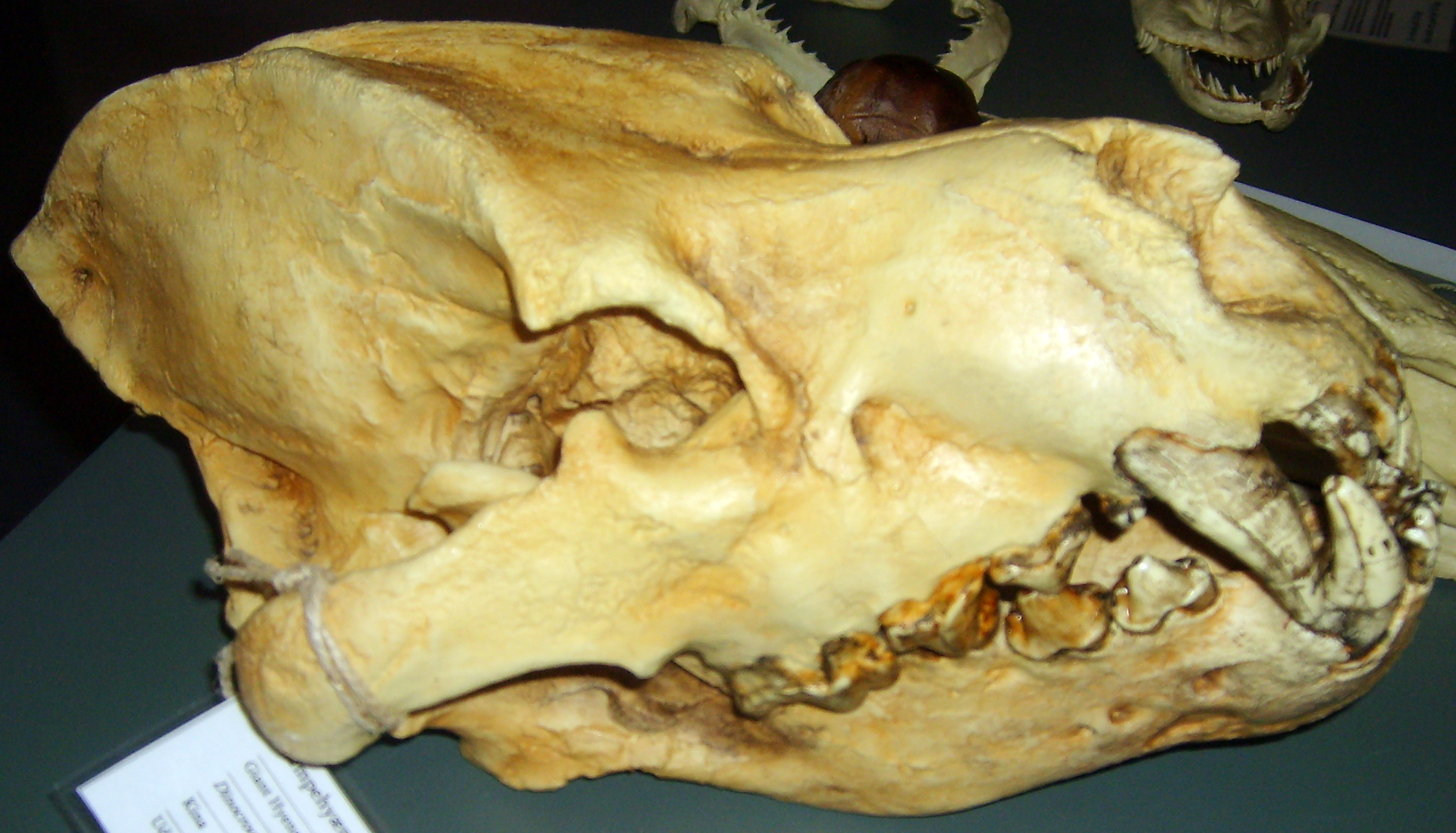
Dinocrocuta gigantea, отливка черепа, Zoologisk Museum

## Состав
- Percrocuta (в том числе Capsatherium; средний миоцен — поздний плиоцен в Африке; средний — поздний миоцен в Евразии)
- Dinocrocuta (средний миоцен в Африке, средний — поздний миоцен в Азии)
- Pseudailurus (средний миоцен — поздний миоцен в Европе)[3]